# Murdoch University
Die Murdoch University ist eine australische Universität in Perth, Western Australia (Westküste), die am 25. Juli 1973 als siebzehnte Universität Australiens gegründet wurde.

## Überblick
Die Universität wurde als Hochschule mit dem Schwerpunkt Forschung gegründet und dazu 20 verschiedene Institute eingerichtet. Namensgeber ist der australische Schriftsteller und Gelehrte Sir Walter Murdoch (1874–1970).
Der Murdoch Campus, der älteste der Standorte, ist der Hauptsitz der Universität. Das Universitätsgelände umfasst 227 Hektar ca. 15 km südlich des Perth Central Business Districts und ist wenige Kilometer vom Hafen von Fremantle entfernt. Der Peel Campus, der südlichste Campus der Universität, liegt knapp 80 km entfernt von der City Perth in Mandurah. Der Neubau nahm im Februar 2005 seinen Betrieb auf und soll das Angebot der Universität, insbesondere der Biomedizin, erweitern. Der Rockingham-Campus befindet sich 45 km südlich des Perth Central Business Districts im Zentrum von Rockingham. Auf diesem kleineren Campus befinden sich vor allem Einrichtungen der Fachrichtungen Ingenieurwissenschaften.

## Fakultäten
Die Universität hat ihre Studienfächer in 4 Fakultäten aufgeteilt:
- Arts (Social Sciences, Humanities and Education)

mit dem Fächerangebot in Theater- und Kommunikationswissenschaften, Medien- und Multimediawissenschaften, Literaturwissenschaften, Englisch, Philosophie, Asien-Wissenschaften, Pädagogik (alle Ebenen), Nachhaltige Entwicklung, „Aboriginal and Torres Islander Studies“, Journalismus, Genderwissenschaften, Psychologie, Kommunal- und Regionalwissenschaften, Geschichte, Theologie, Tourismus und Soziologie.
- Science and Engineering

Biologie, Biotechnologie, Chemie, Conservation Biology, Engineering, Engineering Technology, Umweltwissenschaften, Metallurgie, Meereswissenschaften, Mathematik und Statistik, Molekularbiologie, Physik und Energiewissenschaften.
- Veterinary and Biomedical Sciences

Veterinärmedizin, Biomedizin sowie in Health Sciences
- Business, Information Technology and Law

Informationstechnologie, Informatik, Kriminologie, Wirtschaftsinformatik, Volks- und Betriebswirtschaft, Ökonomie mit verschiedenen Schwerpunkten wie Accounting, Advertising, E-Commerce, E-Marketing, Hospitality Management und Tourism Services, Marketing oder Telekommunikationswissenschaften, Politikwissenschaften, Rechtswissenschaften

## Sonstiges
Weitere Universitäten in Perth sind die University of Western Australia, Edith Cowan University, Curtin University of Technology und University of Notre Dame. Teilweise haben diese Universitäten Außenstellen in anderen Städten wie Albany, Bunbury, Broome, Esperance und Kalgoorlie.

## Partnerhochschulen
Es gibt über 65 internationale Partnerschaften, darunter in deutschsprachigen Ländern:
- Ostfalia Hochschule für angewandte Wissenschaften
- Fachhochschule Bonn-Rhein-Sieg
- Technische Hochschule Köln
- Hochschule München
- Hochschule Furtwangen
- Hochschule Osnabrück
- Fachhochschule Coburg
- TU Darmstadt
- Bauhaus-Universität Weimar
- Universität Koblenz-Landau/Campus Landau
- Carl von Ossietzky Universität Oldenburg